# ヴォルガ・ドイツ人
ヴォルガ・ドイツ人（ドイツ語: Wolgadeutsche、ロシア語: поволжские немцы）は、ロシア帝国時代にロシアに移民したドイツ人の子孫（民族ドイツ人）。ロシア革命直後、ヴォルガ川沿岸に自治共和国が設立されたが、スターリン時代に中央アジアに追放される。現在では、ロシア各地へ定住しているほか、ドイツやアメリカなどへの移住者も見られる。

## 歴史
1719年11月23日、ピョートル大帝の命令により、空白地の耕作のための外国人の誘致が始った。ドイツ人は、エカチェリーナ2世時代にロシアに現れ始めた。エカチェリーナ2世はドイツ出身のプロイセン人（プルーセン）であったため、ドイツ人の誘致に特に熱心であった。入植したドイツ人は、ドイツ南部の貧困層およびプロテスタントの中での宗教的少数派であったといわれる。
1763年から1772年までに、8千世帯、2万7千人のドイツ人がヴォルガ川下流域に移住した。彼らは沿岸の農業開発に従事する一方、東方のタタール人との緩衝地帯を形成することも期待されていた。その後も移民は続き、1897年の記録では、ドイツ系ロシア人は179万人に達した。

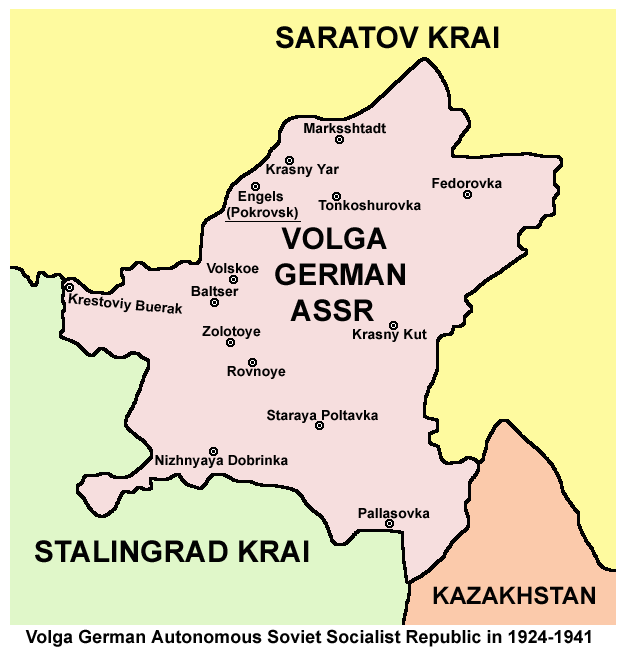
ヴォルガ・ドイツ人自治州→自治共和国の版図

ロシア革命後、ボリシェヴィキの民族政策の下、1918年10月19日にヴォルガ・ドイツ人自治州（独: Wolgadeutsche Arbeitskommune、1918年-1924年）が設立された。その後、1924年1月6日にロシア共和国内の自治共和国、ヴォルガ・ドイツ人自治ソヴィエト社会主義共和国（独: Autonome Sozialistische Sowjetrepublik der Wolgadeutschen、1924年-1941年）の設立が宣言された。(首都はエンゲリス)。

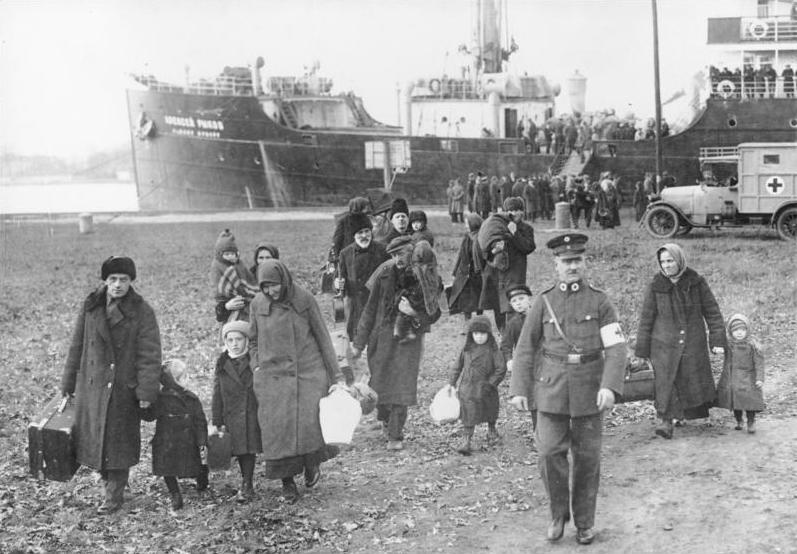
ドイツへと移住するヴォルガ・ドイツ人の一団（1929年）

しかし、ドイツでのヒトラー政権樹立と共に、1930年代後半、最初のドイツ人の追放が行われた。独ソ戦勃発後、1941年8月28日、ヴォルガ・ドイツ人自治ソヴィエト社会主義共和国は廃止され、ドイツ人住民のほぼ全員が、西シベリアのオムスク州、アルタイ地方、ノヴォシビルスク州、ケメロヴォ州および中央アジアの今日のカザフスタン等に追放された。旧自治共和国の地域は、首都のエンゲリス市を含む地域がサラトフ州、それ以外がスターリングラード州（現在のヴォルゴグラード州）へ編入された。
1955年末、ドイツ人に対する法的な制限は解除されたが、故郷への帰還は禁止されたままだった。1965年にはスターリンによる追放令の無効が宣言されたが、自治共和国の復活にはつながらなかった。
1980年代以降、中央アジアからロシア、ドイツへのドイツ系ロシア人の移民が相次いだ。のちに大量移民を懸念した統一ドイツ政府は、ヴォルガにドイツ人自治区を復活させることをロシアに提案した。しかし、現地ロシア人住民の反独感情とドイツ人のロシア各地への定住の結果、自治区復活問題は立ち消えになった。大量移民により、いわゆるカザフスタンのドイツ人は、1989年の約100万人から25万人にまで減少した。現在、ドイツ系を部分的に含む人々は150万人いる。

## 主なヴォルガ・ドイツ人
- ボリス・ピリニャーク - 作家。本姓ヴォーガウ（Wogau）。
- アルフレート・シュニトケ - 作曲家。父親はアシュケナジム・ユダヤ系で、シュニトケという姓はリトアニアのシュテットル・シュニトキ Sznitki に由来する。
- ガブリエル・エインセ - サッカー選手。ASローマ所属、アルゼンチン代表のディフェンダー。